# Rhododendron alborugosum
Rhododendron alborugosum är en ljungväxtart som beskrevs av G.C.G. Argentina och J. Dransfield. Rhododendron alborugosum ingår i släktet rododendron, och familjen ljungväxter. Inga underarter finns listade i Catalogue of Life.

## Bildgalleri

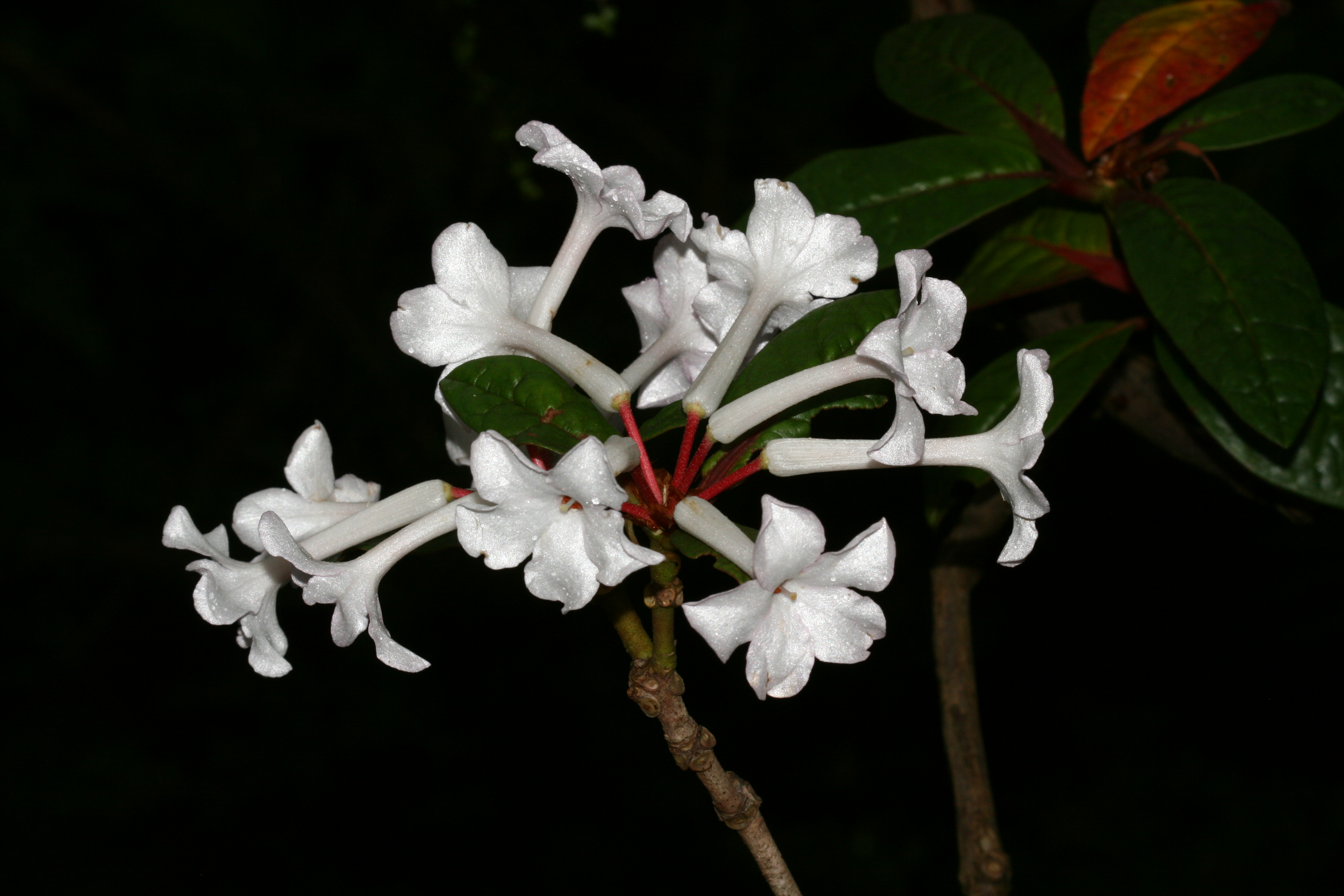